# Димофте, Ионуц
Ионуц Димофте (рум. Ionuț Dimofte; род. 30 сентября 1984, Бырлад) — румынский регбист, флай-хаф команды «Стад Руан» и сборной Румынии.

## Карьера

### Клубная
В возрасте 11 лет занялся регби, выступая за команду «Рулментул» из Барлада. Спустя три года перебрался в команду «Домус» из Гура-Гуморулуя, с которой выиграл чемпионат Румынии среди юниоров. С 2002 по 2004 год выступал за сучавский клуб «Буковина» (в 2003 году провёл сезон в столичной «Стяуа»), с 2004 по 2007 год выступал за «Орел Влайку» из Арада. После его банкротства перешёл снова в столичную команду «Стяуа», с которой выиграл Кубок Румынии и стал вице-чемпионом страны. Привлекался к матчам Европейского кубка вызова. В 2009 году подписал трёхлетний контракт с «Байя-Маре», с которым выиграл Кубок Румынии и три раза чемпионат Румынии. С 2012 года защищает цвета французского «Стад Руан».

### В сборной
В 2002 году отобрался в юниорскую сборную Румынии и выступил с ней на чемпионате мира. Дебютировал в основной сборной в матче против Италии 26 июня 2004 года. Дважды играл на чемпионатах мира в 2007 и 2011 годах: в 2007 году выступал в матчах против Италии, Шотландии, Португалии и Новой Зеландии и набрал 8 очков (два дроп-гола и реализация); в 2011 году провёл три матча в группе против Шотландии, Аргентины и Грузии, заработав итого 11 очков. Ранее выступал за сборную Румынии по регби-7, играл в отборочном турнире к чемпионату мира 2005 года. Регулярно в составе сборной Румынии участвует в матчах Кубка европейских наций.

## Личная жизнь
Женился в феврале 2007 года. Своими кумирами в регби называет соотечественника Петре Миту и англичанина Пола Грейсона, любимая команда — новозеландский клуб «Крусейдерс».